# Łukasz Kruczek
Pour les articles homonymes, voir Kruczek.
Łukasz Kruczek (né le 1er novembre 1975 à Buczkowice) est un ancien sauteur à ski polonais.
Il est désormais l'entraîneur de l'équipe nationale de Pologne.

## Palmarès

### Jeux olympiques
| Épreuve / Édition | Nagano 1998 |
| Grand Tremplin    | 45e         |
| Par Equipes       | 8e          |

### Championnats du monde
| Épreuve / Édition | Trondheim 1997 | Ramsau 1999 |
| Petit Tremplin    |                | 41e         |
| Grand Tremplin    | 46e            | 32e         |

### Championnats du monde de vol à ski
| Épreuve / Édition | Kulm 1996 |
| Individuel        | 46e       |

### Coupe du monde
- Meilleur classement final: 63e en 2000.
- Meilleur résultat: 14e.